# Laura Teani
Laura Teani (Bergamo, 1991. március 13. –) olasz válogatott vízilabdázónő, a Plebiscito Padova kapusa.

## Nemzetközi eredményei
- Világliga ezüstérem (Kunsan, 2014)
- Európa-bajnoki 4. hely (Budapest, 2014)
- Világliga 7. hely (Sanghaj, 2015)
- Világbajnoki bronzérem (Kazany, 2015)
- Európa-bajnoki bronzérem (Belgrád, 2016)
- Világliga 5. hely (Sanghaj, 2016)